# Девід Коперфілд (ілюзіоніст)
Девід Копперфілд (англ. David Copperfield, справжнє ім'я Девід Сет Коткін; 16 вересня 1956) — американський ілюзіоніст та гіпнотизер, відомий своїми видовищними фокусами та трюками. За версією журналу Форбс в 2006 році, найбільш комерційно успішний ілюзіоніст в історії. Коперфільд також відомий під прізвиськом «Давино».

## Біографія
Девід Сет Коткін народився 16 вересня 1956 року в американському місті Матачен (Нью-Джерсі) у родині євреїв. Мати Реббека (родом із Єрусалима) працювала страховим агентом, а батько Хайман був власником магазину одягу. Дід Девіда по батьку — емігрант з України.
У 1974 році Девід закінчив Матаченську середню школу.
У 10 років Девід почав практикуватися у магії у своєму районі під псевдонімом «Хлопчик чарівник Давіно», а в 12 років став наймолодшим членом американської асоціації чарівників. Сором'язливий та самотній молодий чарівник показував фокуси для знайомства з дівчатами. З 16 років навчався на курсах магії у Нью-Йоркському університеті.

## Виноски
1. ↑  Forbes.com, «Houdini in the Desert» May 8, 2006, available at http://www.forbes.com/forbes/2006/0508/153.html [Архівовано 20 червня 2012 у Wayback Machine.]
2. ↑  Peres, Daniel. Hy about Life. Remember Hy. Архів оригіналу за 5 березня 2016. Процитовано 11 квітня 2019.
3. ↑  Witchel, Alex (November 24, 1996). «A Maestro of the Magic Arts Returns to His Roots». The New York Times. Retrieved on December 6, 2007. «David Seth Kotkin was born in Metuchen, N.J., 40 years ago; David Copperfield was born when David Kotkin turned 18, at the suggestion of the wife of a New York Post reporter. Which is why his passport reads David Kotkin, a k a David Copperfield.»
4. ↑  The Ultimate New Jersey High School Year Book. The Star-Ledger.
5. ↑  Espinoza, Galina (9 квітня 2001). A Lift Out of Life – David Copperfield. People.com. Архів оригіналу за 2 червня 2009. Процитовано 14 вересня 2009.
6. ↑  On stage: An intimate evening of magic. .canada.com. 17 січня 2007. Архів оригіналу за червень 27, 2012. Процитовано 14 вересня 2009.
7. ↑  Біографія Девіда Коперфільда. Архів оригіналу за 19 квітня 2016. Процитовано 12 квітня 2016.
8. ↑  Witchel, Alex (24 листопада 1996). A Maestro of the Magic Arts Returns to His Roots – The New York Times. Nytimes.com. Архів оригіналу за 12 грудня 2013. Процитовано 14 вересня 2009.
9. ↑  Short bio from Chicago Gigs on Copperfield. Chicagogigs.com. Архів оригіналу за серпень 18, 2009. Процитовано 14 вересня 2009.